# Universidad Pontificia Colegio Máximo de San Miguel
La Universidad Pontificia Colegio Máximo de San Miguel fue la institución de educación superior que funcionó en Santiago de Chile entre 1625 y 1767 (142 años), regentada por la Compañía de Jesús hasta su expulsión del país. Se fundó sobre la base la Iglesia de la Compañía 

## Historia
En 1625, gracias a una bula firmada por Gregorio XV en 1621, la provincia chilena de la Compañía de Jesús pudo convertir su propia academia, la Universidad Pontificia Colegio Máximo de San Miguel, segunda Universidad santiaguina después de la Universidad Pontificia de Santo Tomás de Aquino (Chile).
Pronto se establecieron querellas entre ambas órdenes acerca de cual de las dos debía ser la encargada de la educación universitaria en la modesta colonia de Chile. De resultas, ambas siguieron en operación. Pero con el correr del tiempo los jesuitas comenzaron a ganar terreno en las preferencias del público, e incluso adeptos suyos obstruyeron la entrega de las subvenciones reales que correspondían a la Universidad Pontificia de Santo Tomás de Aquino. 
En 1644 comienza a funcionar la botica del Colegio Máximo de San Miguel

### Cierre
El 2 de abril de 1767 el rey Carlos III de España firmó en El Pardo el decreto conocido como Pragmática Sanción de 1767, cuyo título es «Pragmática sanción de su Magestad en fuerza de ley para el estrañamiento de estos Reynos a los Regulares de la Compañía, ocupación de sus Temporalidades, y prohibición de su restablecimiento en tiempo alguno, con las demás prevenciones que expresa». Siguiendo lo hecho en Portugal (1759) y Francia (1763), el rey dispuso que en todos los territorios sujetos a su jurisdicción fueran aprehendidos y luego expulsados los jesuitas y su patrimonio incautado.<ref>Las provincias jesuíticas en territorios sujetos al rey de España eran: Castilla, Aragón, Andalucía, Toledo, México, Nuevo Reino de Granada, Quito, Perú, Chile, Paraguay y Cerdeña.
El gobernador de Chile, brigadier Antonio Guill y Gonzaga, dio cumplimiento al decreto de expulsión entre la noche del 31 de marzo y hasta la mañana del 2 de abril de 1767. Los 380 jesuitas aprehendidos en Chile (235 eran sacerdotes) sin oponer resistencia fueron embarcados hacia España, arribando la mayoría a Cádiz en 1768. Desde allí fueron enviados a Imola en Italia, en la jurisdicción de los Estados Pontificios. Mediante la breve apostólico Dominus ac Redemptor el papa Clemente XIV dispuso la supresión de la orden en 1773.